# Бронепоїзди ЗС РФ в російсько-українській війні (2022)
Під час російського вторгнення в Україну 2022 року, військами РФ були застосовані зокрема бронепоїзди (спецпоїзди, за прийнятою у ЗС РФ термінологією). Поява та інциденти за участю бронепоїздів фіксувалася у ЗМІ 7 березня, 18 та 23 травня, усі рази у районі Мелітополя. Згідно з повідомленнями російських ЗМІ, у так званій «спеціальній військовій операції» беруть участь спецпоїзди «Амур», «Байкал», «Єнісей» та «Волга». Також згадувались бронепоїзди «Терек» і «Дон», які можливо теж залучені в бойових діях на території України.

## «Мелітопольський» бронепоїзд
Повідомлення про появу бронепоїзда ЗС РФ вперше з'явились 7 березня — в цей день в соцмережі Facebook з'явилось відео, в якому бронепоїзд був зафільмований місцевою жителькою поблизу Мелітополя. Поїзд рухався з боку Криму, мав позначення у вигляді літер «Z». Жінка, що фільмувала його, та присутній у кадрі чоловік зустріли потяг вигуками «Слава Україні!» та образами на адресу російських військових (було використано жаргонне слово для позначення чоловіків нетрадиційної сексуальної орієнтації). Також 8 березня російський телеканал «Звезда» розмістив у мережі відео з бронепоїздом ЗС РФ.
Згідно з повідомленнями російських ЗМІ, потяг був залучений в операції по забезпеченню евакуації іноземних громадян з зони бойових дій, яка відбувалась за допомогою звичайного потягу, бронепоїзд забезпечував прикриття. Усього з району Мелітополя було евакуйовано 248 осіб (у тому числі 38 дітей) — 166 громадян Туреччини, громадян Азербайджану, Швеції, Італії, Єгипту, Марокко, Пакистану, Індії, Бразилії, а також громадян України. Усі евакуйовані були доправлені до міста Армянськ.
Станом на 15 квітня Укрзалізниця повідомила, що війська РФ відвели свої бронепоїзди з території України.
18 травня у ЗМІ, з посиланням на Штаб оборони Запорізького краю, з'явились повідомлення про підрив російського бронепоїзда в Мелітополі. Напад на бронепоїзд відбувся ранком 18 травня в районі місцевого м'ясокомбінату. За попередніми повідомленнями українські партизани встановили вибухівку на рейках, яка здетонувала під вагоном з особовим складом, після чого відбулася перестрілка. У результаті вибуху бронепоїзд та дві колії отримали пошкодження, пошкоджений бронепоїзд заблокував состав у складі 10 цистерн з паливно-мастильними матеріалами, якій слідував за ним. Пізніше з'явились суперечливі уточнення: з одного боку радник глави Офісу президента Олексій Арестович повідомив, що партизани підірвали рейки перед бронепоїздом, який не був пошкоджений, після чого вступили у бій з командою потяга, внаслідок чого загинуло два російських військових високого рангу (пізніше він же уточнив, що загиблих з боку військових РФ все ж таки не було), з іншого боку, Запорізька ОВА повідомила, що бронепоїзд військ РФ зійшов з рейок внаслідок зношування колії та дій руху опору без застосування вибухівки, внаслідок чого потяг перекинувся та відбувся вибух боєприпасів.
23 травня голова Запорізької ОВА повідомив про повторне пошкодження бронепоїзда рухом опору в Мелітопольському районі.
2 липня з'явились повідомлення про вже третю атаку на російський бронепоїзд — цього ранку він був обстріляний з гранатометів на перегоні між Якимівкою і Мелітополем, внаслідок чого зійшов з рейок, при чому окупаційна влада заявила, що це нібито був вантажний потяг з продовольчими продуктами.

### Склад, озброєння
Склад мелітопольського бронепоїзда: бронеплатформа (ймовірно від бронелітучки БТЛ-1), локомотив ТЕМ-18ДМ, зенітна бронеплатформа з двома 23-мм гарматними установками ЗУ-23-2, критий вагон, пасажирський вагон, платформа з броньованим бульдозером, зенітна платформа (друга), штабний броневагон та другий локомотив ТЕМ-18ДМ — усього 9 одиниць рухомого складу.
Озброєння складається з чотирьох спарених 23-мм зенітних установок ЗУ-23-2, розміщених на двох платформах, по дві установки на платформі, та особистої зброї команди поїзда.

## «Єнісей»
14 червня 2022 року російські ЗМІ — телеканали «Звезда» та «Известия» оприлюднили сюжети про бронепоїзд «Єнісей». Поїзд створений військовими залізничних військ Центрального військового округу РФ. Було повідомлено, що поїзд використовується для доставляння продуктів та будматеріалів, також серед його задач названі протидія диверсантам, супроводження вантажів, технічна розвідка, розмінування та відновлення залізничних колій, ведення бойових дій при охороні комунікацій. Ще 10 червня 2022 року на російських ресурсах з'явилось відео, ймовірно зняте у Харківській або Луганській області. На ньому можна побачити бронепоїзд (імовірно «Єнісей») знятий з платформи іншого бронепоїзда (ймовірно «Волга»). Українське видання Defense Express підтвердило, що «Єнісей» діє у Харківській області. Також було повідомлено, що він створений з рухомого складу «Укрзалізниці» та вказано його вразливе місце — незахищений паливний бак тепловоза.
Склад поїзда, який можна побачити на відео в сюжетах від 14 червня, наступний: контрольна платформа, платформа з БМП-2, платформа з ЗУ-23-2 і надбудовою, локомотив (маневровий теплотяг ЧМЕ3), вантажний вагон з бійницями та кулеметом НСВ на універсальній установці, платформа закрита маскувальною сіткою, вантажний вагон, локомотив ЧМЕ3 (другий), платформа з ЗУ-23-2 і надбудовою, платформа з БМП-2, контрольна платформа — усього 11 одиниць рухомого складу (згідно з Defense Express — 10). Таким чином озброєння «Єнісею» складає 2 спарених 23-мм установки ЗУ-23-2, 2 30-мм гармати БМП, 2 7,62-мм кулемети ПКТ на БМП, 1—2 12,7-мм кулемети НСВ та особисту зброю команди (автомати та кулемети).

## «Волга»
23 червня 2022 року в російських ЗМІ, з посиланням на Міноборони РФ, з'явились повідомлення про бронепоїзд «Волга», що бере участь в бойових діях на території України. Було повідомлено, що поїзд створений військовими залізничних військ Західного військового округу РФ, а його завданням є ведення інженерної розвідки, розмінування і відновлення залізничних колій. Ще 10 червня 2022 року на російських ресурсах з'явилось відео, ймовірно зняте у Харківській або Луганській області. На ньому можна побачити бронепоїзд (імовірно «Єнісей»), знятий з платформи іншого бронепоїзда (ймовірно «Волга»).
Наскільки відомо, «Волга» має у своєму складі контрольну платформу зі шпалами, платформу з установкою ЗУ-23-2, локомотив та ще щонайменше два вагони. Платформа з ЗУ-23-2 також має надбудову, обшиту бронелистами товщиною 10—20 мм, з внутрішнього боку стінки обкладені мішками з піском. У надбудові прорізані бійниці для ведення вогню зі стрілецької зброї.